# 愛德華·瓦伊達
愛德華·瓦伊達（英語：Edward J. Vajda，1958年9月10日—），原名愛德華·強森（英語：Edward M. Johnson，於1981年改名），生於美國北卡羅萊納州勒琼营，歷史語言學學者，任教於西華盛頓大學（Western Washington University）。
為凱特語專家，提出德內－葉尼塞語門假說而聞名。

## 外部連結
- 西華盛頓大學愛德華·瓦伊達個人首頁